# Tadeusz Kotarbiński
Tadeusz Kotarbiński (Varsavia, 31 marzo 1886 – Varsavia, 3 ottobre 1981) è stato un filosofo e logico polacco.
Tra i più longevi autori di filosofia è ritenuto il creatore della prasseologia.

## Biografia
Appartenente ad una famiglia culturalmente elevata (il padre Milosz era compositore e pittore, la madre una pianista di talento, lo zio paterno un importante protagonista del teatro polacco) dopo un iniziale interesse per la matematica, la fisica e l'architettura, decise di studiare filosofia e psicologia a Leopoli dove si laureò nel 1912 sotto la guida di Kazimierz Twardowski con una tesi su Herbert Spencer e John Stuart Mill.
Dal 1918 è stato insegnante di filosofia teoretica presso l'Università di Varsavia. Presidente dell'Accademia Polacca delle Scienze dal 1957 al 1962 è ritenuto uno dei principali filosofi della scuola polacca di logica di Leopoli-Varsavia. Il suo pensiero risente dunque della filosofia del suo maestro Twardowski, fondatore della scuola e del metodo razionalista di Franz Brentano.
Nella Polonia degli anni '30, in cui predominava un cattolicesimo dalle forti connotazioni nazionaliste, Kotarbiński si opponeva al rilievo clericale dato ai valori religiosi nell'insegnamento ed anche ad ogni discriminazione nei confronti degli ebrei. Questo atteggiamento gli valse l'affetto di Alfred Tarski, un filosofo e logico polacco d'origine ebraica. Avverso al nazionalismo polacco corse il rischio di una condanna a morte da una frazione clandestina della destra che lo aveva dichiarato nemico del popolo polacco.
Dopo la seconda guerra mondiale il regime comunista polacco vedeva con sospetto ogni forma di pensiero che non corrispondesse alla dottrima marxista rimuovendo dall'insegnamento gli insegnanti della fenomenologia realista e ostacolando quelli come Kotarbiński critici del materialismo dialettico.
Kotarbiński insieme ad altri accademici e filosofi polacchi, molti dei quali legati alla scuola di Leopoli-Varsavia e alla scuola di Poznań, tra cui Kazimierz Ajdukiewicz, Tadeusz Czeżowski, Leszek Kołakowski, Stanisław Ossowski, Adam Schaff, tentarono di sviluppare una specifica forma di marxismo polacco. Il loro tentativo di creare un ponte tra la storia polacca e l'ideologia marxista sovietica ebbe in parte successo, sebbene soffocato per la volontà da parte del regime di non rischiare le irritazioni sovietiche.
Nel dopoguerra continuò ad insegnare nella tradizione del neopositivismo filosofia e logica a Varsavia fino al pensionamento nel 1961.

## Pensiero
Il punto di partenza del pensiero di Kotarbiński è la definizione della filosofia che egli ritiene vada ristretta alle scienze particolari di quegli argomenti che vengono tradizionalmente attribuiti a questa disciplina. La filosofia dunque, epurata da ciò che non le compete, va limitata all'etica e alla logica intesa come scienza del linguaggio e della metodologia scientifica.

### Reismo e somatismo
Il cosiddetto concretismo di Kotarbiński, o reismo (termine da lui coniato che indica una concezione ontologica che unisce il nominalismo radicale al materialismo) lo porta a considerare come reali solo gli oggetti concreti le cui proprietà e le espressioni relative a queste hanno significato solo se tradotte come affermazioni relative agli stessi oggetti particolari.
Quindi «ogni oggetto è o corpo o spirito» e «ogni essere spirituale è corpo» per cui nell'ambito del reismo si deve considerare anche il somatismo:

### Gli onomatoidi
Bisogna distinguere i nomi genuini, che corrispondono esattamente ai corpi da quelli fittizi o apparenti che Kotarbiński chiama 
onomatoidi gli pseudo nomi che danno l'impressione che dietro di essi si celino delle entità reali. Se noi diciamo «La partenza del treno è rimandata» di reale in questa espressione c'è solo il termine "treno" poiché il nome "partenza" è un onomatoide, non corrisponde a nessuna realtà precisa. Un nome vero è solo il nome di una cosa tutto il resto come nomi riferiti a "avvenimenti", "cambiamenti" sono solo metafore..

### La prasseologia
La percezione dell'oggetto, il fenomeno come si presenta al soggetto, non esiste in quanto è semplicemente una parte dell'oggetto stesso. Tutti i contenuti mentali riferiti agli altri possono essere ricondotti alle loro persone fisiche e al loro concreto modo di operare e noi possiamo capire i loro comportamenti solo attraverso l'imitazione del loro agire (imitazionismo).
L'agire stesso deve poi essere improntato a un metodo che porti a un efficace concreto risultato. È questa la prasseologia che egli così definisce:

## Opere
- Studia praktyczne (Studi pragmatistici, 1913);
- Elementy teorji poznania, logiki formalnej, i metodologji nauk (Elementi di teoria della conoscenza, di logica formale e di metodologia delle scienze, 1929);
- Kurs logiki dla prawników (Corso di logica per i giuristi, 1951; 6ª ed. 1963);
- Traktat o dobrej robocie (Trattato sull'azione efficace, 1955; 3ª ed. 1965);
- Wykłady z dziejów logiki (Lezioni di storia della logica, 1957);
- Studia z zakresu filozofii (Studî di filosofia, 1970).